# Општина Кавадарци
Општина Кавадарци је једна од 9 општина Вардарског региона у Северној Македонији. Седиште општине је истоимени град Кавадарци.

## Положај
Општина Кавадарци налази се у јужном делу Северне Македоније] и гранична је са Грчком на југу. Са других страна налазе се друге општине Северне Македоније:
- север — Општина Росоман
- североисток — Општина Неготино
- исток — Општина Демир Капија
- југоисток — Општина Ђевђелија
- запад — Општина Прилеп
- северозапад — Општина Чашка

## Природне одлике
Рељеф: Општина Кавадарци налази се на западно од Вардара. Севернији део, познатији као Тиквеш, је близу Вардара, нижи и питомији је. Јужни и средишњи део општине је западни део области Маријово. То је планински предео (планине Кожуф и Козјак), испресецан клисурама Бошанице и Црне Реке.
Клима у ниже делу општине је топлија варијанта умерене континенталне климе због утицаја Средоземља, док се у вишим деловима осећа њена хладнија варијанта због надморске висине.
Воде: Црна Река је најзначајнији водоток у општини, која протиче западним делом општине. Речица Бошаница притиче источним делом.

## Становништво
Општина Кавадарци имала је по последњем попису из 2002. г. 38.741 ст., од чега у седишту општине, граду Кавадарцима, 29.188 ст. (75%). Општина је ретко насељена, посебно сеоско подручје.
Национални састав по попису из 2002. године био је:
|           | Број   | Постотак |
| Укупно    | 38.741 | 100%     |
| Македонци | 37.499 | 96,8%    |
| Роми      | 679    | 1,7%     |
| Срби      | 218    | 0,6%     |
| Турци     | 167    | 0,4%     |
| остали    | 178    | 0,5%     |

## Насељена места
У општини постоји 40 насељених места, једно градско (град Кавадарци), а осталих 39 са статусом села:
| - Кавадарци - Бегниште - Бојанчиште - Бохула - Брушани - Бунарче - Ваташа - Возарци | - Галиште - Гарниково - Глишић - Горња Бошава - Грбовец - Дабниште - Добротино - Доња Бошава | - Драгожел - Драдња - Дреново - Клиново - Конопиште - Кошани - Крњево - Куманичево | - Мајден - Марена - Мрежичко - Праведник - Радња - Рајец | - Ресава - Рожден - Ржаново - Сопот - Страгово - Ћесендре - Фариш - Чемерско - Шешково - Шивец |  |